# Ornithogalum gussonei
Ornithogalum gussonei är en sparrisväxtart som beskrevs av Michele Tenore. Ornithogalum gussonei ingår i släktet stjärnlökar, och familjen sparrisväxter. Inga underarter finns listade i Catalogue of Life.